# Chiesa Nuova (Rome)
Chiesa Nuova (nieuwe kerk) is de populaire naam van een kerk in Rome dicht bij de Piazza Navona, die officieel Santa Maria in Vallicella heet. In Vallicella verwijst naar de vallei van een beekje dat in de Terentijnse moerassen uitmondde. Tijdens de middeleeuwen stond hier een kerk met het altaar van Ara Ditis Patris et Proserpinae.
Chiesa Nuova, waarvan de bouw begon in 1575 onder leiding van Matteo di Città di Castello en voortgezet door Martini Longhi, werd ingewijd in 1599. De voorgevel was klaar in 1606. Ze werd gesticht door Filippus Neri, de stichter van de Oratorianen, naar een ontwerp van Giacomo della Porta. Hij was een belangrijke figuur tijdens de periode van de Contrareformatie en hij zag de kerk als een uitvalsbasis voor zijn werk en zijn orde.
Alhoewel het Neri's wens was om het interieur wit te schilderen kreeg Pietro da Cortona in 1647 de opdracht om de koepel, de apsis en het schip met fresco's te versieren. Hij besteedde hier, met onderbrekingen, twintig jaar van zijn leven aan.

## Kunstpatrimonium
In de kerk hangen drie werken uit 1608 van Peter Paul Rubens, geschilderd op leisteen. Het gaat hier om belangrijke werken uit zijn Romeinse periode. Het meest bekende is dat aan de rechterkant van het altaar met de afbeelding van Domitilla en Nereus en Achilleus van Rome. Daarnaast bevat de zoldering drie taferelen van de hand van Gillis van den Vliete die ook de Heilige Geestkapel bouwde. 
Het interieur bevat onder andere een kopie van de Graflegging van Caravaggio. Het origineel verhuisde naar de Vaticaanse musea. In het aangrenzende complex is onder andere de Biblioteca Vallicelliana gevestigd, een zogeheten biblioteca statale.
In een zijkapel, links van het altaar, ligt Filippus Neri begraven. Zijn gezicht is bedekt met een zilveren masker. Boven het altaar hing oorspronkelijk een schilderij van Guido Reni met een afbeelding van de heilige en Maria van Vallicella, later vervangen door een mozaïek van Vincenzo Castellani (1765-1774).

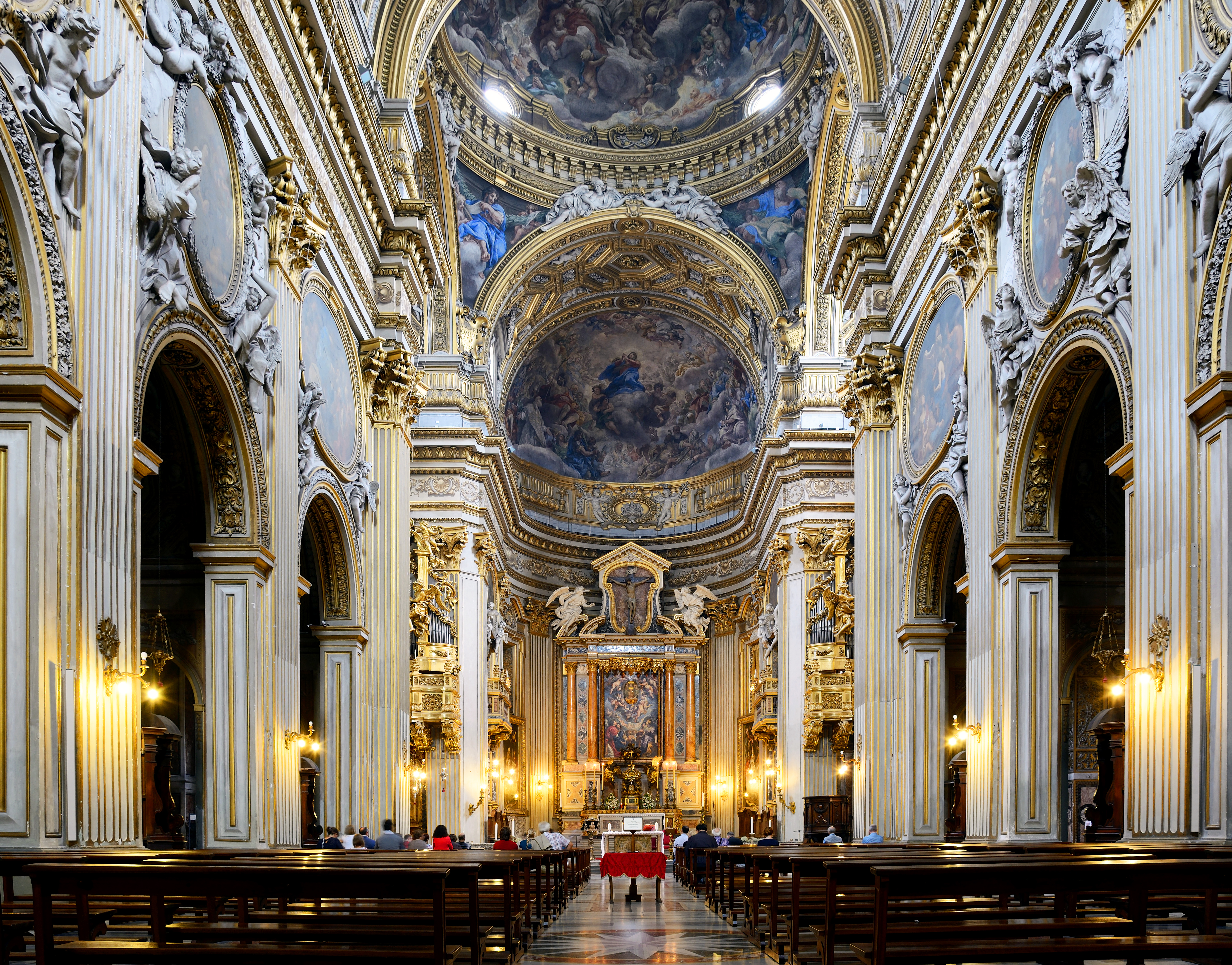
Interieur
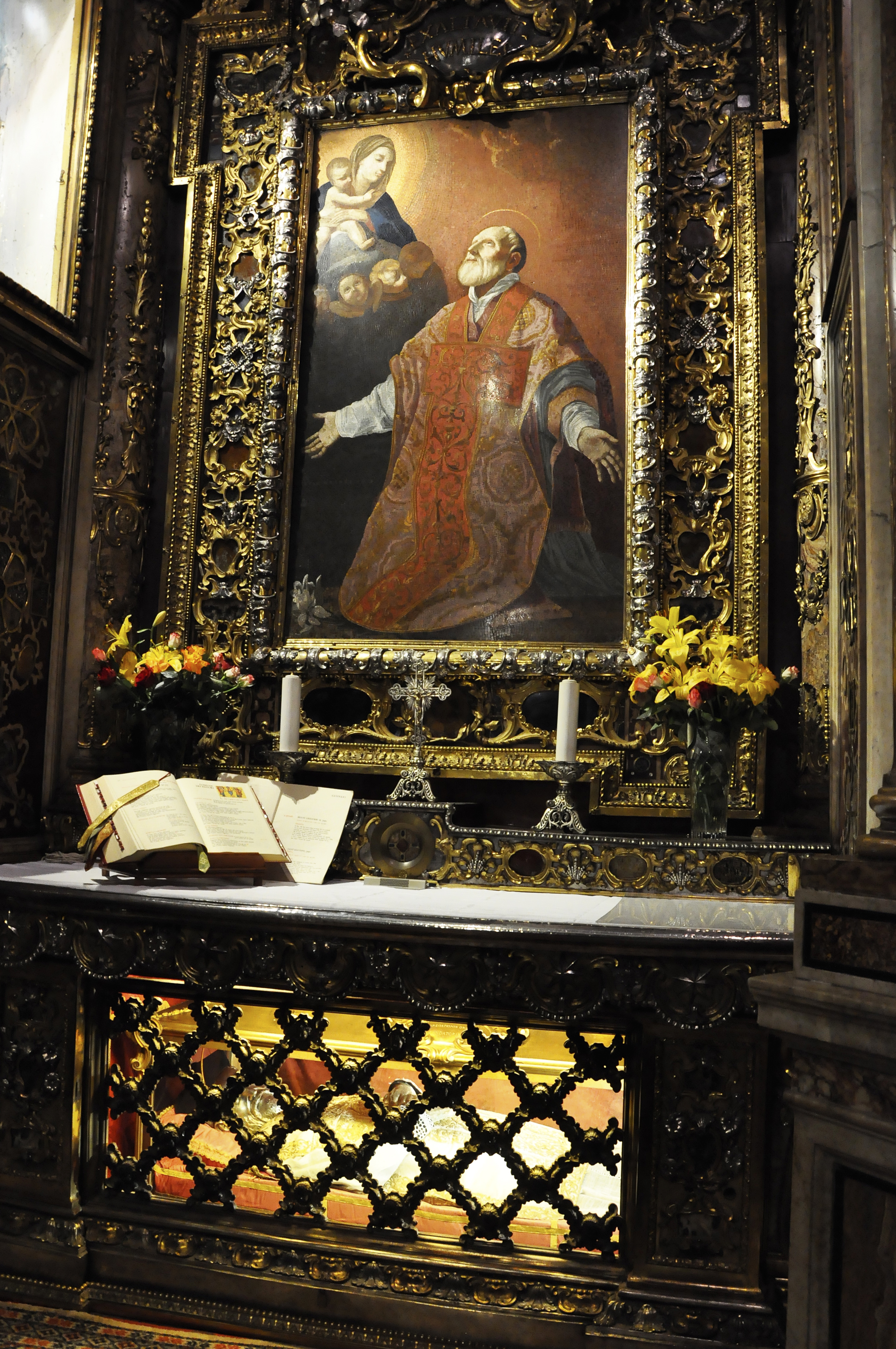
Het graf van Filippus Neri
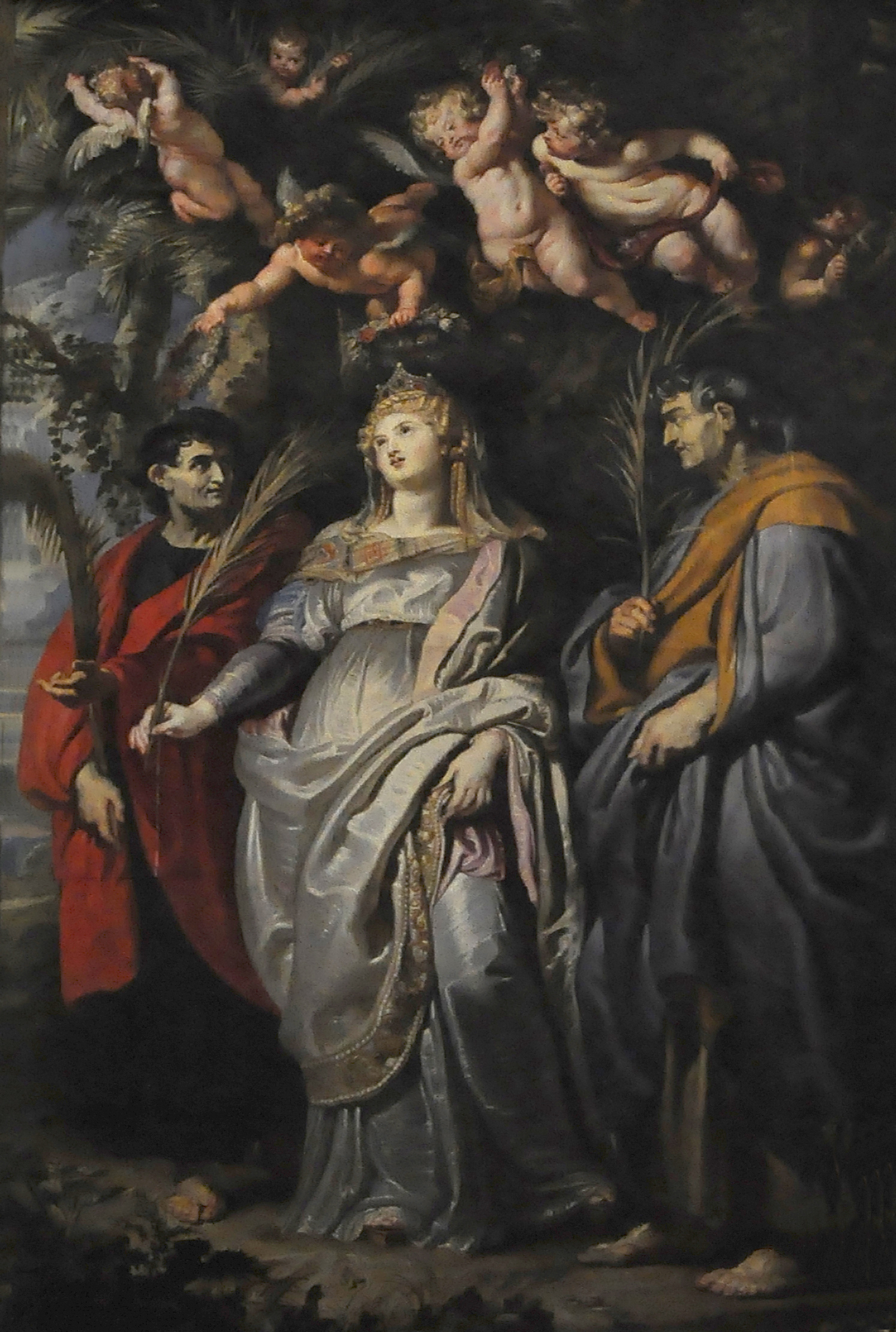
Flavia Domitilla van Terracina, Nereus en Achilleus van Peter Paul Rubens

## Titelkerk
De kerk werd in 1937 verheven tot titelkerk. Houders van de titel waren:
- Benedetto Aloisi Masella (1946-1948)
- Francesco Borgongini Duca (1953-1954)
- Paolo Giobbe (1958-1972)
- James Robert Knox (1973-1983)
- Edward Bede Clancy (1988-2014)
- Ricardo Blázquez Pérez (2015-heden)